# Seekon District
Seekon är ett distrikt i Liberia.   Det ligger i regionen Sinoe County, i den sydöstra delen av landet, 240 km öster om huvudstaden Monrovia.